# Queensrÿche
O Queensrÿche é uma banda norte-americana de metal progressivo formada em 1981 em Seattle, Washington. Já lançaram onze álbuns na carreira, e continuam gravando e fazendo concertos.

## História

### Formação e primeiros trabalhos (1981-1983)
Nós éramos barulhentos e sabíamos tocar, mas éramos de Seattle, então não fazíamos parte da cena de Los Angeles. [...] Gostávamos de algumas das mesmas bandas, provavelmente, mas, quando começamos, as bandas progressivas como Yes, Genesis e Rush eram uma grande inspiração. Iron Maiden e Black Sabbath eram outra área na qual tínhamos interesse.

Geoff Tate
Chris DeGarmo e Michael Wilton se conheceram na escola e juntaram-se a Scott Rockenfield e Eddie Jackson formando uma banda chamada The Mob. Conheceram Geoff Tate (que era do Babylon) durante o festival Metalfest '81. Chris e os outros integrantes não tinham um vocalista e chamaram Geoff para cantar nesse festival. Apesar do resultado positivo, Geoff não permaneceu na banda após o evento.
No ano seguinte, a banda passou a se chamar Queensrÿche, nome tirado da canção "Queen of the Reiche" da própria banda. O empresário da banda levou uma demo à revista Kerrang! que rendeu a gravação do EP Queensrÿche (206 Records) que traz, entre outras, a canção "Queen of the Reich" e a voz de Geoff. Vendo isso, Geoff deixou o Myth (banda da qual fazia parte nessa época) e juntou-se ao Queensrÿche.
Em 1983, depois de uma rádio local de Washington tocar algumas canções do Queensrÿche, a banda assina um contrato com a EMI, que regrava seu primeiro EP (o EP original da 206 Records é atualmente um item de colecionador). Ainda no final desse ano, Chris DeGarmo e seus colegas fazem um concerto ao lado de bandas renomadas como Quiet Riot, Dio, e Twisted Sister.

### Primeiros álbuns e chegada ao sucesso (1984-1997)
Para mim, os primeiros três álbuns representam um tempo especial para a banda. Foi quando pegamos nossas influências como Iron Maiden, Judas Priest, Accept e Tygers Of Pan Tang e as usamos para criar nosso próprio estilo. [...] Você pode ouvir como nos desenvolvemos com cada álbum desde The Warning, passando por Rage for Order até Operation: Mindcrime.

Michael Wilton, em 2015
Em 1984 sai o primeiro álbum da banda, The Warning, gravado em Londres. Seguem-se turnês pelo Japão, Europa e Estados Unidos. Rage For Order sai no ano seguinte. Em 1986 a banda sai em turnê novamente, desta vez com AC/DC e Ozzy Osbourne. Em Outubro desse ano, despedem o empresário mas não cancelam os concertos, seguindo para a Europa com o Bon Jovi.
Em 1988, a banda lança o Operation: Mindcrime, produzido por Peter Collins, um álbum conceptual que conta a história de Nikki, um jovem com o vício e dependência das drogas que quer fazer alguma coisa para mudar a sociedade, mas que acaba por se ver envolvido num plano criminoso, elaborado pelo maléfico Dr. X, que se aproveita da sua toxicodependência para o controlar.
Em 1990, com o álbum Empire (também produzido por Collins), o Queensrÿche atinge a grande mídia. É desse álbum a faixa "Silent Lucidity" que rendeu um vídeo musical na MTV. O álbum lançou também outros singles e vídeos musicais. Com este disco a banda ganhou um dos prémios do MTV Video Music Awards, o de escolha da audiência. Nesta turnê, a banda visita o Brasil pela primeira vez, se apresentando no Rock in Rio II.
A turnê Building Empires durou dois anos e rendeu um álbum ao vivo e um vídeo reunidos em uma caixa, Operation: Livecrime. Em 1993 o Queensrÿche gravou a faixa "Real World" para a trilha sonora do filme Last Action Hero (O Último Grande Herói). Depois disso a banda tirou férias que duraram seis meses. Em 1994, sai Promised Land, que vira um jogo em CD-ROM dois anos mais tarde. Hear in the Now Frontier chega em 1997.

### Saída de Chris DeGarmo (1998-2003)
Em 1998, Chris DeGarmo resolveu deixar a banda. No ano seguinte, o Queensrÿche lança Q2K, com o guitarrista Kelly Grey. Em 2001, o grupo decide lançar material ao vivo de qualidade e grava dois concertos em Seattle, cidade natal da banda. Foi lançado então o álbum duplo Live Evolution, trazendo todos os sucessos da banda desde a década de 1980.
No início de 2003 a banda anuncia a volta de DeGarmo, mas não definitivamente, e sim, apenas para gravar o novo disco e sair em turnê, como se fosse um músico contratado. A data de lançamento de Tribe foi adiada para 1 de Julho. Em Abril, Chris DeGarmo anuncia que não iria mais sair em turnê com a banda e que eles teriam que achar uma outra pessoa para a vaga dele durante os concertos, pois a sua agenda estava muito cheia e ele tinha seu projeto, Spy4Darwin, o qual não queria abandonar.
Scott Rockenfield foi à imprensa e disse que com ele ou não o Queensrÿche sairia em turnê, e agradeceu a ajuda do amigo durante esse período da banda no estúdio. Mais uma vez a data de lançamento do novo álbum foi adiada, desta vez para 22 de Julho. É lançado, então, Tribe, com a banda em turnê junto com o Dream Theater e o Fates Warning.
Com o guitarrista Mike Stone (que compôs e gravou a faixa "Losing Myself" do álbum Tribe) no lugar de DeGarmo, a banda lança o álbum e o vídeo The Art of Live, documentando a turnê que fizeram junto ao Dream Theater e Fates Warning para divulgar Tribe.
No formato de vídeo de Art Of Live, a banda recebe no palco o Dream Theater para tocar dois covers, "Comfortably Numb" do Pink Floyd e "Won't Get Fooled Again" do The Who. O novo lançamento ao vivo também chama a atenção pelo fato da lista de faixas ser totalmente diferente da apresentada no lançamento Live Evolution, tendo em comum apenas a faixa "Roads To Madness" do álbum Warning (1984).

### Operation: Mindcrime IIe outros trabalhos (2006-2009)
Em 2006, anunciam a sequência do álbum conceptual Operation:Mindcrime, Operation: Mindcrime II, sendo este o primeiro álbum inteiro com material inédito tendo Mike Stone como guitarrista efectivo da banda. Com todas as músicas creditadas ao vocalista Geoff Tate, o álbum conta com a participação especial de Ronnie James Dio na faixa "The Chase", com Dio personificando Dr X. Na sequência, lançam o DVD duplo Mindcrime at the Moore. Contendo os álbuns Operation:Mindcrime I e II na integra. No final de 2007 lançam o CD de covers chamado Take Cover(2007), com versões de músicas como "Innuendo" (Queen), "Red Rain" (Peter Gabriel) e outros.
2009 é seguido de outro álbum conceitual - American Soldier - que conta com diversas histórias de soldados americanos por inúmeras guerras. Na época, o Queensrÿche seguia como um quarteto, sem Mike Stone nas guitarras.

### Brigas internas e saída de Geoff Tate (2011-atualmente)
Em 2011 é lançado o álbum semi-conceitual Dedicated to Chaos. No mesmo ano, a banda segue a turné em comemoração de seus 30 anos. No setlist, somente clássicos das décadas de 80 e 90 com a formação clássica do grupo. Em abril de 2012, a turnê passou pelo Brasil, com apresentação única em São Paulo. Como banda de abertura, o Queensrÿche trouxe o Fates Warning, com Mike Portnoy na bateria.
Comentando a agenda de shows para o Yahoo!, Regis Tadeu publicou uma crítica negativa para a banda em 2012: "Se existe uma banda de metal pretensiosa, é esta. Liderado pelo vocalista Geoff Tate (...) e tendo no batera Scott Rockenfield um diferencial significativo, o grupo atirou em tantas direções diferentes que hoje não consegue mais acertar qualquer alvo.(...)" No dia 20 de junho de 2012, foi anunciado que Geoff Tate não mais fazia parte da banda e que seria substituído por Todd La Torre, que já substituía o falecido vocalista da banda Crimson Glory, conhecido como Midnight.
No segundo semestre de 2013, sai o álbum homônimo Queensrÿche com La Torre nos vocais. Neste mesmo semestre, por ainda legalmente poder usar o nome Queensrÿche, Geoff Tate lança o álbum Frequency Unknown com outra banda diferente da que ele havia deixado, mas com o mesmo nome. Em 2014 Geoff Tate formou uma banda com o nome "Operation: Mindcrime".  Sophia Barkalakis escreveu um comentário positivo em 2016 para a North West Music Scene: "(...) Esses caras ainda podem balançar a casa e provar que uma banda tem o poder de levá-lo a outro lugar no tempo."

## Membros
| - Todd La Torre – Vocais (2012-atualidade) - Michael Wilton – Guitarra, Voz (1981–atualidade) - Parker Lundgren - Guitarra (2009–atualidade) - Eddie Jackson – Baixo, voz (1981–atualidade) - Scott Rockenfield – Bateria, Percussão, Teclas (1981–atualidade) | - Chris DeGarmo - Guitarra (1982-1997) - Geoff Tate - Vocais, teclados (1982-2012) - Kelly Grey - Guitarra (1997-2002) - Mike Stone - Guitarra (2003–2009) |

## Discografia
| Álbuns de estúdio - The Warning (1984) - Rage for Order (1986) - Operation: Mindcrime (1988) - Empire (1990) - Promised Land (1994) - Hear in the Now Frontier (1997) - Q2K (1999) - Tribe (2003) - Operation: Mindcrime II (2006) - Take Cover (2007) - American Soldier (2009) - Dedicated To Chaos (2011) - Queensrÿche (2013) - Condition Human (2015) - The Verdict (2019) - Digital Noise Alliance (2022) Álbuns ao vivo - Operation: Livecrime (1991) - Live Evolution (2001) - The Art of Live (2004) - Extended Versions (2007) - Mindcrime At The Moore (2007) | EPs - Queensrÿche (1983) Coletâneas - Evolution Calling (1990) - Greatest Hits (2000) - Classic Masters (2003) - Revolution Calling (2003) - Sign of the Times: The Best of Queensrÿche (2007) - The Collection (2008) - 10 Great Songs (2011) Vídeos - Live in Tokyo (1985) - Video: Mindcrime (1989) - Operation: LIVEcrime (1991) - Building Empires (1992) - Live Evolution (2001) - The Art of Live (2004) - Mindcrime at the Moore (2007) | Singles - "Queen of the Reich" - "Gonna Get Close to You" - "Eyes of a Stranger" - "I Don't Believe in Love" - "Last Time in Paris" - "Empire" - "Silent Lucidity" - "Jet City Woman" - "Best I Can" - "Another Rainy Night (Without You)" - "Anybody Listening?" - "Real World" - "I Am I" - "Bridge" - "Disconnected" - "Sign of the Times" - "You" "Breakdown" - "Open" |

Álbum de estúdio de Geoff Tate sob o nome Queensrÿche
- Frequency Unknown (2013)